# Holothrix exilis
Holothrix exilis är en orkidéart som beskrevs av John Lindley. Holothrix exilis ingår i släktet Holothrix och familjen orkidéer. Inga underarter finns listade i Catalogue of Life.